# Pentatlón moderno en los Juegos Olímpicos de Los Ángeles 2028
El pentatlón moderno en los Juegos Olímpicos de Los Ángeles 2028 se realizará en el Dignity Health Sports Park de Carson del 8 al  de julio de 2028.